# 제2차 다나카 가쿠에이 내각 (제2차 개조)
제2차 다나카 가쿠에이 제2차 개조내각(일본어: 第2次田中角栄第2次改造内閣)은  다나카 가쿠에이가 제65대 내각총리대신으로 임명되어, 1974년 11월 11일부터 1974년 12월 9일까지 존재한 일본의 내각이다.
제2차 다나카 가쿠에이 제1차 개조내각의 개조내각이며 정식 명칭은 ‘제2차 다나카 가쿠에이 재개조내각’이다.

## 개요
내각 개조를 단행한 직후에 터진 다나카 금맥 스캔들이 정치 문제로 번졌기 때문에 내각 개조를 단행한 지 15일 후에 다나카 총리는 퇴진 의사를 밝혔다. 개조한 지 28일 후인 같은 해 12월 9일에 내각은 총사퇴했는데 이것은 내각 개조 후 퇴진 표명과 총사퇴의 최단 기록이라는 불명예를 안았다.
1974년 11월 18일부터 제럴드 포드 미국 대통령의 일본 방문 일정을 끝낸 것이 이 내각으로서는 마지막 일정이 됐다.
내각 개조한 지 불과 29일밖에 존속하지 않았기 때문에 단명한 각료도 나왔다. 방위청 장관에 갓 취임한 우노 소스케는 이임식에서 “나라를 지키는 방위청 장관이 왜 자꾸 바뀌느냐”라고 말했다. 또 에토 아키라 운수대신, 가시마 도시오 우정대신 및 오쿠보 다케오 노동대신은 이 내각에서 첫 입각을 했지만 내각 총사퇴 후에 다시 입각하지 않았기 때문에 불과 29일 만에 각료를 경험하지 못했다.

## 각료
- 내각총리대신 - 다나카 가쿠에이
- 법무대신 - 하마노 세이고
- 외무대신 - 기무라 도시오
- 대장대신 - 오히라 마사요시
- 문부대신 - 미하라 아사오
- 후생대신 - 후쿠나가 겐지
- 농림대신 - 구라이시 다다오
- 통상산업대신 - 나카소네 야스히로
- 운수대신 - 에토 아키라
- 우정대신 - 가시마 도시오
- 노동대신 - 오쿠보 다케오
- 건설대신 - 오자와 다쓰오
- 자치대신, 국가공안위원회 위원장, 홋카이도 개발청 장관 - 후쿠다 하지메
- 내각관방장관 - 다케시타 노보루
- 총리부 총무장관, 오키나와 개발청 장관 - 고사카 도쿠사부로
- 행정관리청 장관 - 호소다 기치조
- 방위청 장관 - 우노 소스케
- 경제기획청 장관 - 구라나리 다다시
- 과학기술청 장관 - 아다치 도쿠로
- 환경청 장관 - 모리 마쓰헤이
- 국토청 장관 - 니와 효스케
  - 내각법제국 장관 - 요시쿠니 이치로
  - 내각관방부장관(정무) - 가지야마 세이로쿠(1974년 11월 15일 ~ )
  - 내각관방부장관(사무) - 가와시마 히로모리
  - 총리부 총무부장관(정무) - 다카토리 오사무(1974년 11월 15일 ~ )
  - 총리부 총무부장관(사무) - 미나카와 미치오

## 정무 차관
- 법무 정무 차관 - 마쓰나가 히카루
- 외무 정무 차관 - 하타노 주분
- 대장 정무 차관 - 오노 아키라·야나기다 모모타로
- 문부 정무 차관 - 야마자키 헤이하치로
- 후생 정무 차관 - 야마시타 도쿠오
- 농림 정무 차관 - 에토 다카미·시바타테 요시후미
- 통상 산업 정무 차관 - 와타나베 고조·시마사키 히토시
- 운수 정무 차관 - 오코노기 히코사부로
- 우정 정무 차관 - 이나무라 도시유키
- 노동 정무 차관 - 나카야마 마사아키
- 건설 정무 차관 - 나카무라 고카이
- 자치 정무 차관 - 사토 메구무
- 행정 관리 정무 차관 - 아베 요시모토
- 홋카이도 개발 정무 차관 - 시무라 아이코
- 방위 정무 차관 - 다나베 시로
- 경제 기획 정무 차관 - 야스다 기로쿠
- 과학 기술 정무 차관 - 가타야마 마사히데
- 환경 정무 차관 - 하시모토 시게조
- 오키나와 개발 정무 차관 - 고쿠바 고쇼
- 국토 정무 차관 - 사이토 시게요시